# Wang Zhenpeng
Wang Zhenpeng (chinês tradicional: 王振鵬, chinês simplificado: 王振鹏, pinyin: Wáng Zhènpéng, Wade–Giles: Wang Chen-p'eng); foi um  pintor paisagista chinês que trabalhou na corte imperial  durante a Dinastia Yuan (1271–1368). Informações sobre seu nascimento e morte são desconhecidos mas seus trabalhos foram feitos entre 1280-1329.
Wang nasceu em Yongjia na província de Zhejiang. Seu estilo de pintura foi conhecido como 'Pengmei' (朋梅) e seus trabalhos eram assinados com o pseudônimo de 'Guyun chushi' (孤云处士).